# Kanton Essoyes
Kanton Essoyes (fr. Canton d'Essoyes) byl francouzský kanton v departementu Aube v regionu Champagne-Ardenne. Tvořilo ho 21 obcí. Zrušen byl po reformě kantonů 2014.

## Obce kantonu
- Bertignolles
- Beurey
- Buxières-sur-Arce
- Chacenay
- Chervey
- Cunfin
- Éguilly-sous-Bois
- Essoyes
- Fontette
- Landreville
- Loches-sur-Ource
- Longpré-le-Sec
- Magnant
- Montmartin-le-Haut
- Noë-les-Mallets
- Puits-et-Nuisement
- Saint-Usage
- Thieffrain
- Verpillières-sur-Ource
- Vitry-le-Croisé
- Viviers-sur-Artaut